# Azzano Mella
Azzano Mella (lombardul: Asà) település Olaszországban, Lombardia régióban, Brescia megyében. Lakosainak száma 3413 fő (2023. január 1.). Azzano Mella Castel Mella, Lograto, Torbole Casaglia, Capriano del Colle, Dello és Mairano községekkel határos.

## Népesség
A település népességének változása:
| Lakosok száma | 3189 | 3332 | 3413 |
|               | 2017 | 2018 | 2023 |